# سامسونج أومنيا دبليو
سامسونج أومنيا دبليو (بالإنجليزية: Samsung Omnia W)‏ هو هاتف ذكي من سامسونج يعمل بنظام ويندوز فون، تم طرحه في الأسواق في 2011.

## الخصائص
- نظام التشغيل: ويندوز فون
- المعالج: 1.4 جيجا هرتز
- الذاكرة: 512 ميجابايت
- التخزين: 1 جيجابايت